# Frente Americana na Segunda Guerra Mundial
A Frente Americana, também chamada de Teatro Americano  foi um teatro de operações durante a Segunda Guerra Mundial, incluindo todo o território continental americano e estendendo-se a 320km no oceano.
Devido à separação geográfica da América do Norte e do Sul dos teatros centrais de conflito (na Europa, no Mediterrâneo e no Médio Oriente e no Pacífico), a ameaça de uma invasão do território continental dos EUA ou de outras áreas nas Américas pelas Potências do Eixo era insignificante e o teatro viu relativamente pouco conflito. Os compromissos militares incluem a Batalha do Rio da Prata, os ataques submarinos ao largo da Costa Leste, a campanha das Ilhas Aleutas, a Batalha de São Lourenço e os ataques à Terra Nova. Os esforços de espionagem incluíram a Operação Bolívar.

## Operações alemãs

### América do Sul

#### Batalha do Rio da Prata

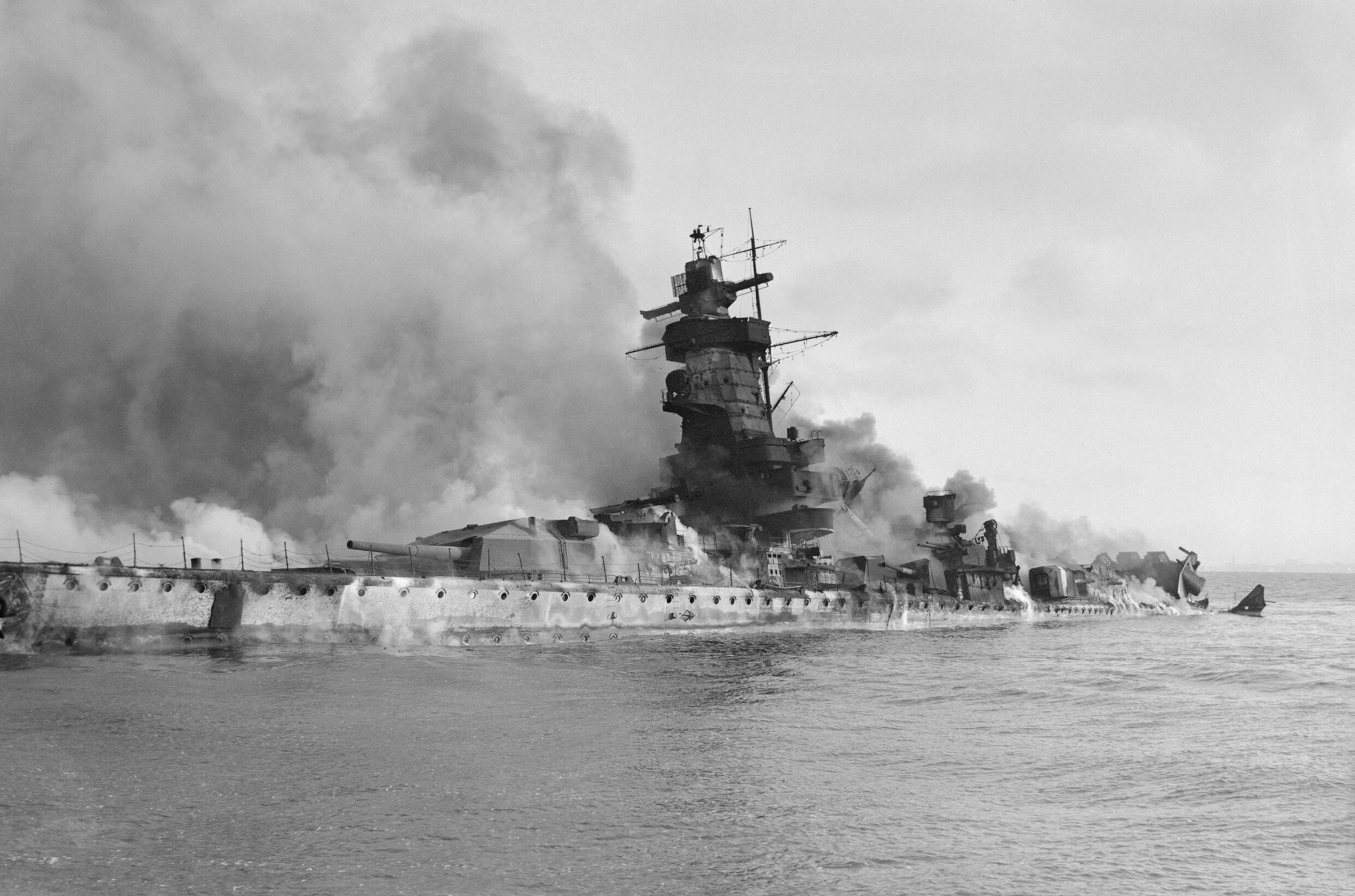
Admiral Graf Spee queimando e afundando em Montevidéu

A primeira batalha naval durante a guerra foi travada em 13 de dezembro de 1939, na costa atlântica da América do Sul. O cruzador pesado alemão classe Deutschland Admiral Graf Spee (agindo como um invasor comercial) encontrou uma das unidades navais britânicas que procuravam por ela. Composto por três cruzadores da Marinha Real, HMS Exeter, Ajax e Achilles, a unidade patrulhava o estuário do Rio da Prata na Argentina e no Uruguai. Num confronto sangrento, o Admiral Graf Spee repeliu com sucesso os ataques britânicos. O capitão Hans Langsdorff então trouxe seu navio danificado para um abrigo no Uruguai neutro para reparos. No entanto, a inteligência britânica enganou Langsdorff fazendo-o acreditar que uma força britânica muito superior havia se reunido para esperá-lo, e ele afundou seu navio em Montevidéu para salvar a vida de sua tripulação antes de cometer suicídio. As perdas alemãs em combate foram de 96 mortos ou feridos, contra 72 marinheiros britânicos mortos e 28 feridos. Dois cruzadores da Marinha Real foram gravemente danificados. 

#### Guerra submarina

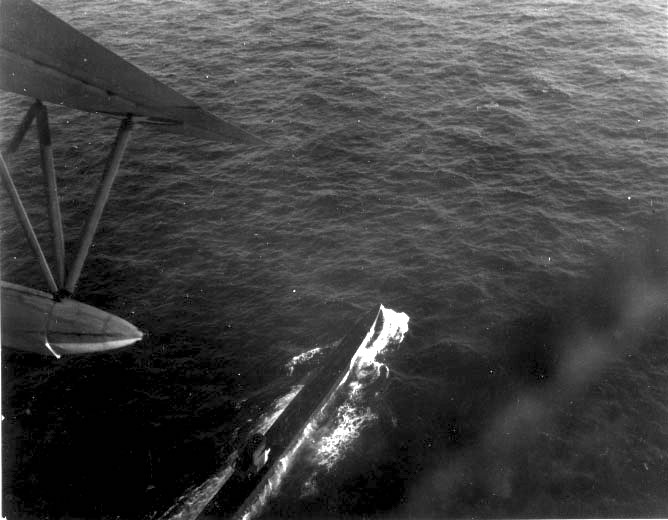
U-199 sob ataque da Força Aérea Brasileira, 31 de julho de 1943.

As operações de submarinos na região (centradas no Estreito do Atlântico entre o Brasil e a África Ocidental) começaram no outono de 1940. Após negociações com o chanceler brasileiro Osvaldo Aranha (em nome de Getúlio Vargas), os EUA introduziram sua Força Aérea ao longo da costa brasileira na segunda metade de 1941. A Alemanha e a Itália posteriormente ampliaram seus ataques submarinos para incluir navios brasileiros onde quer que estivessem e, a partir de abril de 1942, foram encontrados em águas brasileiras.  Em 22 de maio de 1942, foi realizado o primeiro ataque brasileiro (embora sem sucesso) por aeronaves da Força Aérea Brasileira ao submarino italiano Barbarigo.  Após uma série de ataques a navios mercantes na costa brasileira pelo U-507,  o Brasil entrou oficialmente na guerra em 22 de agosto de 1942, oferecendo um acréscimo importante à posição estratégica dos Aliados no Atlântico Sul.  Embora a Marinha do Brasil fosse pequena, ela possuía modernos lançadores de minas adequados para escolta de comboios costeiros e aeronaves que necessitavam apenas de pequenas modificações para se tornarem adequadas para patrulhamento marítimo.  Durante seus três anos de guerra, principalmente no Caribe e no Atlântico Sul, sozinho e em conjunto com os EUA, o Brasil escoltou 3.167 navios em 614 comboios, totalizando 16,5 milhões de toneladas, com perdas de 0,1%.  O Brasil viu três de seus navios de guerra afundados e 486 homens mortos em combate (332 no cruzador Bahia); Também foram perdidos 972 marinheiros e passageiros civis a bordo dos 32 navios mercantes brasileiros atacados por submarinos inimigos.  As forças aéreas e navais americanas e brasileiras trabalharam em estreita colaboração até o final da Batalha. Um exemplo foi o afundamento do U-199 em julho de 1943, por ação coordenada de aeronaves brasileiras e americanas.   Somente em águas brasileiras, foram conhecidos onze outros submarinos do Eixo afundados entre janeiro e setembro de 1943 - o italiano Archimede e dez barcos alemães: U-128, U-161, U-164, U-507, U-513, U-590, U-591, U-598, U-604 e U-662.   
No final de 1943, o número decrescente de perdas marítimas aliadas no Atlântico Sul coincidiu com a eliminação crescente dos submarinos do Eixo que ali operavam.  A partir de então, a batalha na região foi perdida para os alemães, mesmo com a maioria dos submarinos remanescentes na região recebendo ordem oficial de retirada apenas em agosto do ano seguinte, e com o (Baron Jedburgh) o último navio mercante aliado afundado por um U-boat (U-532) lá, em 10 de março de 1945. 

### Estados Unidos

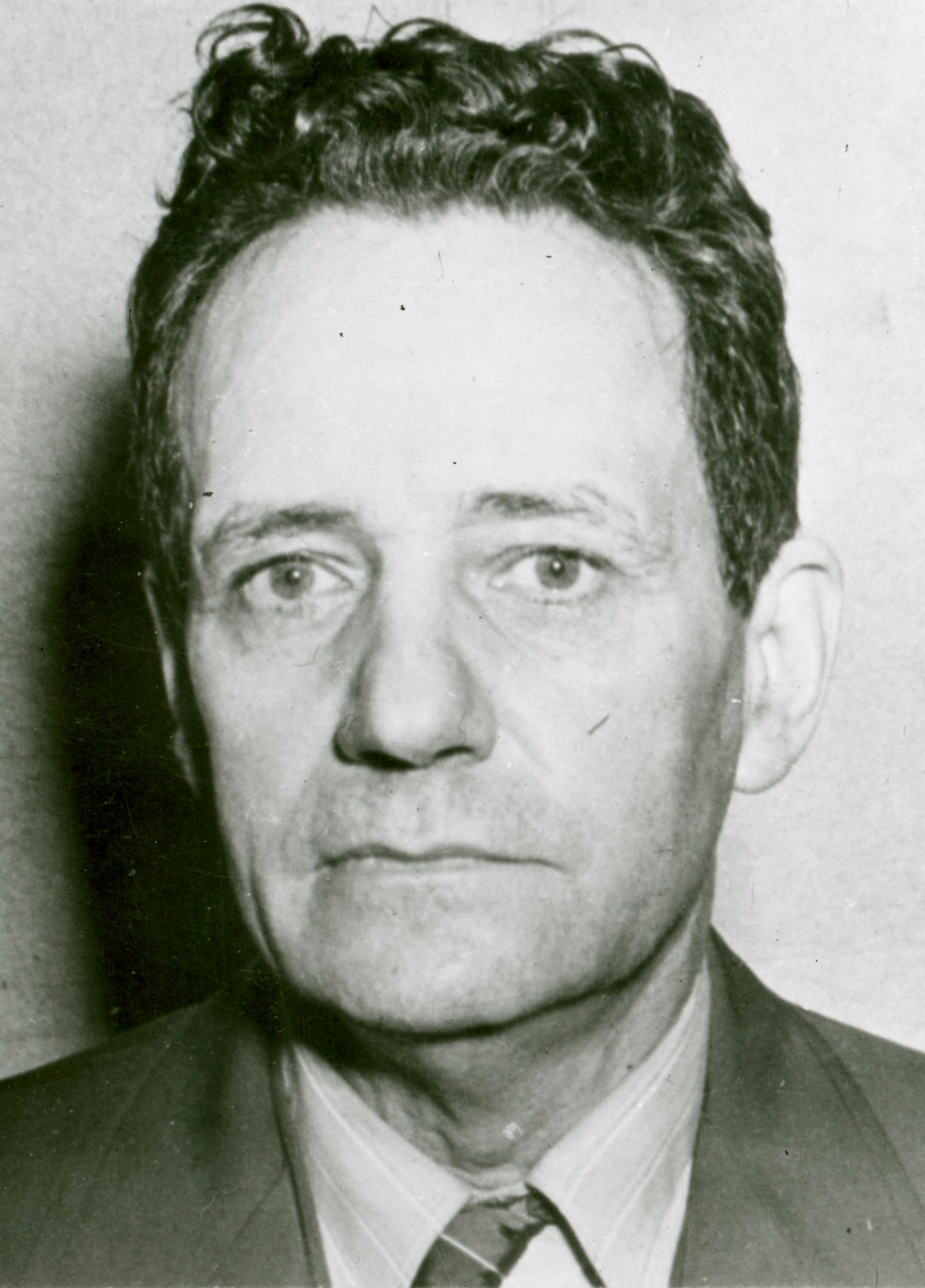
Fritz Joubert Duquesne, foto de arquivo do FBI

#### Duquesne Spy Ring
Mesmo antes da guerra, uma grande rede de espionagem nazista foi encontrada operando nos Estados Unidos. Em 2023, o Duquesne Spy Ring ainda é o maior caso de espionagem na história dos Estados Unidos que terminou em condenações. Os 33 agentes alemães que formaram a rede de espionagem de Duquesne foram colocados em cargos importantes nos Estados Unidos para obter informações que pudessem ser usadas em caso de guerra e para realizar atos de sabotagem. Um homem abriu um restaurante e usou sua posição para obter informações de seus clientes; outro trabalhou em uma companhia aérea para poder reportar navios aliados cruzando o Oceano Atlântico; outros na quadrilha trabalhavam como entregadores para que pudessem entregar mensagens secretas junto com mensagens normais. A quadrilha era liderada pelo capitão Fritz Joubert Duquesne, um bôer sul-africano que espionou para a Alemanha nas duas guerras mundiais e é mais conhecido como "O homem que matou Kitchener " depois de ter sido condecorado com a Cruz de Ferro por seu papel fundamental na sabotagem e no naufrágio do HMS Hampshire em 1916.  William G. Sebold, um agente duplo dos Estados Unidos, foi um fator importante na resolução bem-sucedida deste caso pelo FBI. Por quase dois anos, Sebold administrou uma estação de rádio secreta em Nova York para o ringue. Sebold forneceu ao FBI informações sobre o que a Alemanha estava a enviar aos seus espiões nos Estados Unidos, permitindo ao FBI controlar as informações que estavam a ser transmitidas à Alemanha. Em 29 de junho de 1941, seis meses antes de os EUA declararem guerra, o FBI agiu. Todos os 33 espiões foram presos, considerados ou declarados culpados e condenados a um total de mais de 300 anos de prisão. 

#### Operação Pastorius
Depois de declarar guerra aos Estados Unidos após o ataque a Pearl Harbor, Adolf Hitler ordenou que os sabotadores alemães restantes causassem estragos na América.  A responsabilidade pela realização desta tarefa foi atribuída à Inteligência Alemã (Abwehr). Na primavera de 1942, nove agentes foram recrutados (um deles acabou desistindo) e divididos em duas equipes. O primeiro, comandado por George John Dasch, incluía Ernst Peter Burger, Heinrich Heinck e Richard Quirin; o segundo, sob o comando de Edward Kerling, incluía Hermann Neubauer, Werner Thiel e Herbert Haupt.
Em 12 de junho de 1942, o submarino alemão U-202 desembarcou a equipe de Dasch com explosivos e planos em Amagansett, Nova York.  Sua missão era destruir usinas de energia nas Cataratas do Niágara e três fábricas da Aluminum Company of America (ALCOA) em Illinois, Tennessee e Nova York. No entanto, Dasch entregou-se ao FBI, fornecendo-lhes uma lista completa dos membros de sua equipe e um relato das missões planejadas, que levaram às suas prisões.
Em 17 de junho, a equipe de Kerling pousou do U-584 em Ponte Vedra Beach, 40km a sudeste de Jacksonville, Flórida. Eles receberam ordens de colocar minas em quatro áreas: a ferrovia da Pensilvânia, em Newark, Nova Jersey ; eclusas de canal em St. Louis, Missouri e Cincinnati, Ohio; e as tubulações de abastecimento de água da cidade de Nova York. Os membros da equipe seguiram para Cincinnati e depois se separaram, dois indo para Chicago, Illinois, e os outros para Nova Iorque. A confissão de Dasch levou à prisão de todos os homens em 10 de julho.
Como os agentes alemães foram capturados à paisana (embora tivessem desembarcado uniformizados), foram julgados por um tribunal militar em Washington D.C., sendo seis deles condenados à morte por espionagem. O presidente Franklin D. Roosevelt aprovou as sentenças. A constitucionalidade dos tribunais militares foi confirmada pelo Supremo Tribunal dos EUA no caso Ex parte Quirin, em 31 de julho, e os seis homens foram executados por eletrocussão na prisão de D.C., em 8 de agosto. Dasch e Burger foram condenados a trinta anos de prisão porque se entregaram ao FBI e forneceram informações sobre os outros. Ambos foram libertados em 1948 e deportados para a Alemanha.  Dasch (também conhecido como George Davis), que tinha sido um residente norte-americano de longa data antes da guerra, sofreu uma vida difícil na Alemanha após o seu regresso da custódia dos EUA porque tinha traído os seus camaradas às autoridades dos EUA. Como condição para a sua deportação, não lhe foi permitido regressar aos Estados Unidos, embora tenha passado muitos anos a escrever cartas a autoridades americanas proeminentes (J. Edgar Hoover, o Presidente Eisenhower, etc.) pedindo permissão para regressar. Ele finalmente se mudou para a Suíça e escreveu um livro intitulado Eight Spies Against America. 

#### Operação Magpie
Em 1944 foi feita outra tentativa de infiltração, codinome Operação Elster ("Magpie"). Elster envolveu Erich Gimpel e o desertor germano-americano William Colepaugh. O objetivo da sua missão era reunir informações sobre uma variedade de assuntos militares e transmiti-las à Alemanha por um rádio a ser construído por Gimpel. Eles partiram de Kiel no U-1230 e desembarcaram em Hancock Point, Maine, em 29 de novembro de 1944. Ambos seguiram para Nova York, mas a operação logo fracassou. Colepaugh perdeu a coragem e se entregou ao FBI em 26 de dezembro, confessando todo o plano e nomeando Gimpel. Gimpel foi preso quatro dias depois em Nova York. Ambos os homens foram condenados à morte, mas eventualmente suas sentenças foram comutadas. Gimpel passou 10 anos na prisão, enquanto Colepaugh foi libertado em 1960 e administrou um negócio em King of Prussia, Pensilvânia, antes de se aposentar na Flórida.

### Desembarques nazistas no Canadá

#### St. Martins, Nova Brunswick
Um mês antes da operação Dasch (em 14 de maio de 1942), um agente solitário da Abwehr, Marius A. Langbein, foi desembarcado por um submarino ( U-213 ) perto de St. Martins, Nova Brunswick. Sua missão, codinome Operação Grete, em homenagem ao nome da esposa do agente, era observar e relatar movimentos marítimos em Montreal e Halifax, Nova Escócia (o principal porto de partida dos comboios do Atlântico Norte). Langbein, que viveu no Canadá antes da guerra, mudou de ideia e mudou-se para Ottawa, onde viveu com os fundos da Abwehr até se render às autoridades canadenses em dezembro de 1944. Um júri considerou Langbein inocente de espionagem, uma vez que nunca cometeu quaisquer atos hostis contra o Canadá durante a guerra.  

#### Nova Carlisle, Quebec

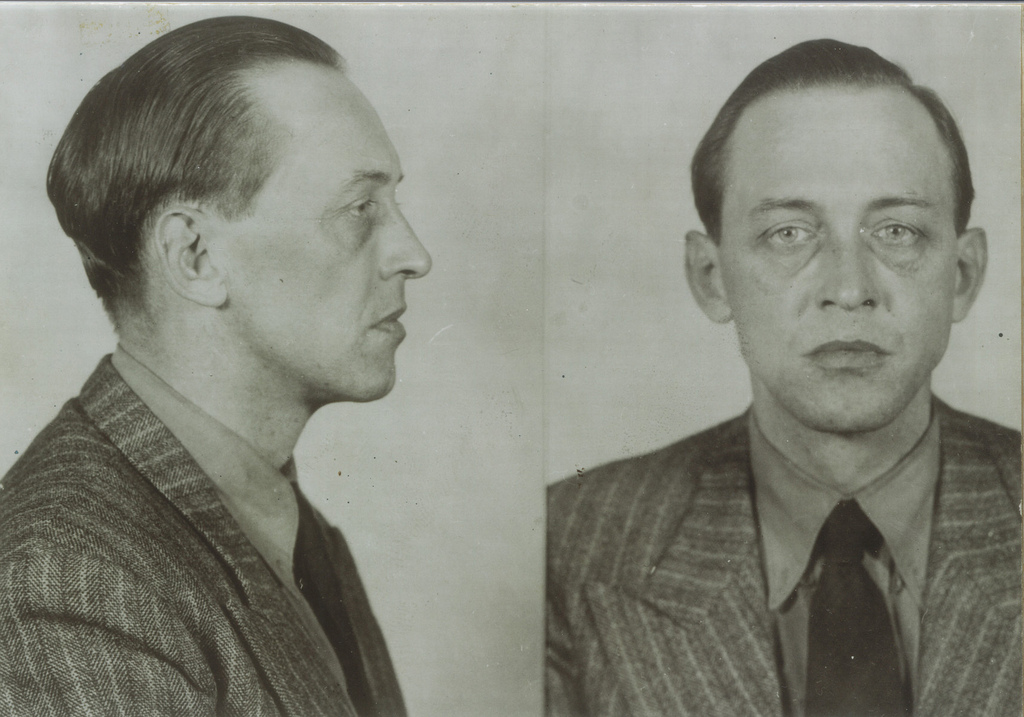
Foto de reserva da Real Polícia Montada do Canadá de Janowski

Em novembro de 1942, U-518 afundou dois cargueiros de minério de ferro e danificou outro ao largo da Ilha Bell, em Conception Bay, Terra Nova, a caminho da Península de Gaspé, onde, apesar de um ataque de uma aeronave da Real Força Aérea Canadense, pousou com sucesso um espião, Werner. von Janowski, 6,5km de New Carlisle, Quebec, por volta das 5h do dia 9 de novembro de 1942. 
Von Janowski apareceu no New Carlisle Hotel às 06h30 e fez o check-in sob o pseudônimo de William Brenton. O filho do dono do hotel, Earle Annett Jr., passou a suspeitar dele por causa de inconsistências com a história do espião alemão. Ele usou uma nota canadense fora de circulação ao pagar a conta ao filho do proprietário e quando saiu para esperar na estação de trem o filho desconfiado do hoteleiro o seguiu. Lá, Annett ficou mais desconfiado e alertou um policial da Polícia Provincial de Quebec, Alfonse Duchesneau, que rapidamente embarcou no trem quando ele se afastou da estação e começou a procurar o estranho. Duchesneau localizou von Janowski, que disse ser um vendedor de rádios de Toronto. Ele continuou com essa história até que o policial pediu para revistar suas malas; o estranho então confessou: "Isso não será necessário. Sou um oficial alemão que serve seu país como você."   A inspeção dos pertences pessoais de von Janowski após sua prisão revelou que ele carregava um poderoso transmissor de rádio, entre outras coisas.
Von Janowski passou o ano seguinte como agente duplo, codinome WATCHDOG pelos Aliados e Bobbi pela Abwehr, enviando mensagens falsas para a Alemanha sob o controle conjunto da RCMP e do MI5, com o espião Cyril Mills tendo sido destacado para o Canadá para ajudar no iniciativa dupla cruzada.  A eficácia e a honestidade de sua “vez” são uma questão controversa. Por exemplo, John Cecil Masterman escreveu em The Double Cross System : "Em novembro, o WATCHDOG desembarcou de um submarino no Canadá junto com um aparelho sem fio e um extenso questionário. Este movimento por parte dos alemães ameaçou uma extensão do nosso atividades para outras partes do mundo, mas na verdade o caso não se desenvolveu de forma muito satisfatória... O WATCHDOG foi fechado no verão [de 1943]." 

### Desembarques alemães na Terra Nova

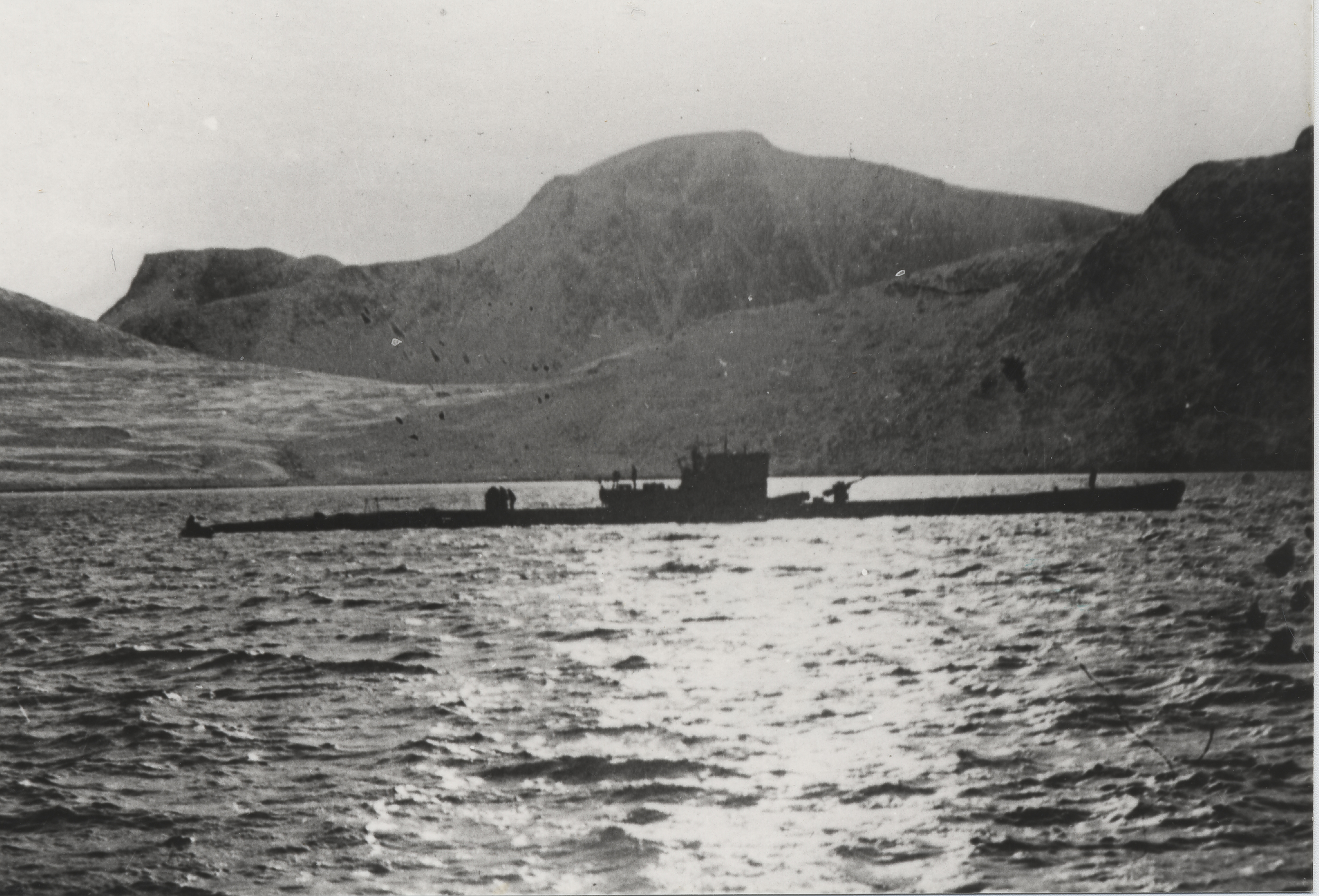
Submarino tipo IXC/40 U-537 fundeado em Martin Bay, Labrador

#### Estação meteorológica Kurt, Martin Bay
Relatórios meteorológicos precisos foram importantes para a guerra marítima e em 18 de setembro de 1943, U-537 partiu de Kiel, via Bergen, Noruega, com uma equipe meteorológica liderada pelo professor Kurt Sommermeyer. Eles desembarcaram em Martin Bay, um local remoto próximo ao extremo norte de Labrador, em 22 de outubro de 1943, e montaram com sucesso uma estação meteorológica automática ("Wetter Station Kurt" ou "Wetter-Funkgerät Land-26"), apesar do risco constante. das patrulhas aéreas aliadas.  A estação era alimentada por baterias que deveriam durar cerca de três meses.  No início de julho de 1944, U-867 deixou Bergen para substituir o equipamento, mas foi afundado no caminho.  A estação meteorológica permaneceu no local até ser recuperada na década de 1980 e colocada no Museu Canadense de Guerra.

### Operações de U-boat

#### Oceano Atlântico
O Oceano Atlântico era uma importante zona de batalha estratégica (a "Batalha do Atlântico") e quando a Alemanha declarou guerra aos EUA, a Costa Leste dos Estados Unidos ofereceu escolhas fáceis para os U-boat alemães (referidos como o "Segundo Tempo Feliz"). Depois de uma incursão altamente bem-sucedida de cinco submarinos Tipo IX de longo alcance, a ofensiva foi maximizada pelo uso de submarinos Tipo VII de curto alcance, com maiores estoques de combustível, reabastecidos a partir de submarinos de abastecimento chamados Milchkühe (vacas leiteiras) . De fevereiro a maio de 1942, 348 navios foram afundados, resultando na perda de dois submarinos durante abril e maio. Os comandantes navais dos EUA estavam relutantes em introduzir o sistema de comboio que protegia a navegação transatlântica  e, sem apagões costeiros, o transporte marítimo foi recortado contra as luzes brilhantes de vilas e cidades americanas como Atlantic City até que um escurecimento foi ordenado em maio. 
O efeito cumulativo desta campanha foi severo; um quarto de todos os naufrágios durante a guerra – 3,1 milhões de toneladas. Houve vários motivos para isso. O comandante naval americano, almirante Ernest King, como um aparente anglófobo, era avesso a seguir as recomendações britânicas para introduzir comboios,  As patrulhas da Guarda Costeira e da Marinha dos EUA eram previsíveis e poderiam ser evitadas por submarinos, cooperação inter-serviços era pobre e a Marinha dos EUA não possuía navios de escolta adequados em número suficiente (navios de guerra britânicos e canadenses foram transferidos para a costa leste dos EUA).

#### Costa Leste dos EUA
Vários navios foram torpedeados à vista de cidades da Costa Leste, como Nova Iorque e Boston. O único naufrágio documentado de um submarino na Segunda Guerra Mundial perto da costa da Nova Inglaterra ocorreu em 5 de maio de 1945, quando o German submarine O U-853 torpedeou e afundou o Black Point perto de Newport, Rhode Island. Quando o Black Point foi atingido, a Marinha dos EUA imediatamente perseguiu o submarino e começou a lançar cargas de profundidade. Nos últimos anos, o U-853 tornou-se um local de mergulho popular. Seu casco intacto, com escotilhas abertas, está localizado a 40m de água ao largo de Block Island, Rhode Island.  Um naufrágio descoberto em 1991 na costa de Nova Jersey foi concluído em 1997 como sendo o do U-869. Anteriormente, pensava-se que o U-869 havia sido afundado ao largo de Rabat, Marrocos. 

#### Golfo do México dos EUA
Depois que os comboios e a cobertura aérea foram introduzidos no Atlântico, o número de afundamentos foi reduzido e os submarinos passaram a atacar os navios no Golfo do México. Durante 1942 e 1943, mais de 20 submarinos operaram no Golfo do México. Eles atacaram navios-tanque que transportavam petróleo dos portos do Texas e da Louisiana, afundando com sucesso 56 navios. No final de 1943, os ataques de submarinos diminuíram à medida que os navios mercantes começaram a viajar em comboios armados. 
Em um caso, o petroleiro Virginia foi torpedeado na foz do rio Mississippi pelo submarino alemão U-507 em 12 de maio de 1942, matando 26 tripulantes. Houve 14 sobreviventes. Mais uma vez, quando foram introduzidas medidas defensivas, os naufrágios de navios diminuíram.
O U-166 foi o único submarino afundado no Golfo do México durante a guerra. Antes considerado ter sido afundado por um torpedo lançado de uma aeronave Amphibian J4F da Guarda Costeira dos EUA em 1º de agosto de 1942, acredita-se agora que o U-166 tenha sido afundado dois dias antes por cargas de profundidade do navio de passageiros SS Robert E. Lee's escolta naval, o subcaçador da Marinha dos EUA, PC-566. Pensa-se que a aeronave J4F pode ter avistado e atacado outro submarino alemão, o U-171, que operava na área ao mesmo tempo. O U-166 estava a 5.000 pés (1.524 m) de água, a uma milha (1.600 m) de sua última vítima, Robert E. Lee.

#### Canadá
Desde o início da guerra em 1939 até o Dia da Vitória, vários portos da costa atlântica do Canadá tornaram-se importantes para o esforço de reabastecimento para o Reino Unido e, mais tarde, para a ofensiva terrestre aliada na Frente Ocidental. Halifax e Sydney, Nova Escócia, tornaram-se os principais portos de montagem de comboios, com Halifax sendo atribuído aos comboios rápidos ou prioritários (principalmente tropas e material essencial) com os navios mercantes mais modernos, enquanto Sydney recebeu comboios lentos que transportavam material mais volumoso em navios mais antigos e navios mercantes mais vulneráveis. Ambos os portos foram fortemente fortificados com radares costeiros, baterias de holofotes e extensas estações de artilharia costeira, todas tripuladas por RCN e pessoal regular e de reserva do Exército Canadense. Agentes de inteligência militar aplicaram blecautes rigorosos em todas as áreas e redes anti-torpedo foram instaladas nas entradas do porto, tornando inviável um ataque direto a essas instalações porque era impossível para a Alemanha fornecer apoio aéreo. Embora nenhum desembarque de pessoal alemão tenha ocorrido perto desses portos, houve ataques frequentes de submarinos a comboios que partiam para a Europa assim que estes chegaram à foz do São Lourenço. Menos utilizado, mas não menos importante, foi o porto de Saint John, que também viu material canalizado através do porto, em grande parte depois que os Estados Unidos entraram na guerra em dezembro de 1941. A localização do porto nas águas protegidas da Baía de Fundy tornou-o um alvo difícil de ataque. A linha principal da Canadian Pacific Railway do centro do Canadá (que cruzava o estado do Maine) poderia ser usada para transporte em auxílio ao esforço de guerra.
Embora não tenha prejudicado o esforço de guerra canadense dada a rede ferroviária do país para os portos da costa leste mas possivelmente mais destrutiva para o moral do público canadense foi a Batalha de St. Lawrence quando os submarinos começaram a se aventurar rio acima e atacar a navegação costeira doméstica ao longo da costa leste do Canadá no Rio São Lourenço e no Golfo de São Lourenço desde o início de 1942 até o final da temporada de navegação no final de 1944. Do ponto de vista alemão, esta área continha a maioria dos recursos militares na América do Norte que poderiam realisticamente ser alvo de ataque e, portanto, St. Lawrence foi a única zona que viu uma guerra consistente - embora em escala limitada - na América do Norte durante a Segunda Guerra Mundial. Os residentes ao longo da costa de Gaspé, do Rio São Lourenço e do Golfo de São Lourenço ficaram surpresos com a visão da guerra marítima ao largo das suas costas, com navios em chamas e explosões abalando as suas comunidades, enquanto corpos e destroços flutuavam em terra. O número de perdas militares não é conhecido, embora possam ser feitas estimativas vagas com base no número de unidades de superfície e submarinos afundados.

#### Terra Nova
Cinco ataques significativos na Terra Nova ocorreram em 1942. Em 3 de março de 1942, U-587 lançou três torpedos em St. um atingiu Fort Amherst e mais dois atingiram os penhascos de Signal Hill abaixo da Cabot Tower. No outono, submarinos alemães atacaram quatro transportadores de minério de ferro que serviam à mina de ferro DOSCO em Wabana, na Ilha Bell, na Baía de Conception, em Newfoundland. Os navios SS Saganaga e SS Lord Strathcona foram afundados pelo U-513 em 5 de setembro de 1942, enquanto o SS Rose Castle e o PLM 27 foram afundados pelo U-518 em 2 de novembro, com a perda de 69 vidas. Após os naufrágios, o submarino disparou um torpedo que errou o alvo, o mineiro de 3.000 toneladas Anna T, atingiu o cais de carregamento do DOSCO e explodiu. Em 14 de outubro de 1942, a balsa SS Caribou da Newfoundland Railway SS Caribou foi torpedeado pelo U-69 e afundado no Estreito de Cabot ao sul de Port aux Basques. O Caribou transportava 45 tripulantes e 206 passageiros civis e militares. Cento e trinta e sete perderam a vida.  Meia dúzia de naufrágios de submarinos jazem nas águas ao redor de Newfoundland e Labrador, destruídos por patrulhas canadenses.

#### Caribe
Um submarino alemão bombardeou a refinaria American Standard Oil no porto de San Nicolas e o "Arend"/"Eagle" Maatschappij (da holandesa/britânica Shell Co.) perto do porto de Oranjestad situado na ilha de Aruba (uma colônia holandesa) e alguns navios que estavam próximos à entrada do Lago Maracaibo em 16 de fevereiro de 1942. Três petroleiros, incluindo o venezuelano Monagas, foram afundados. Uma canhoneira venezuelana, General Urdaneta, auxiliou no resgate das tripulações.  
Um submarino alemão bombardeou a ilha de Mona, a cerca de 64km da ilha principal de Porto Rico, em 2 de março.

#### América Central
Antes de 1941, as nações centro-americanas mantinham vários laços diplomáticos com a Alemanha Nazista e o Império do Japão. Após o ataque a Pearl Harbor, declararam guerra às nações do Eixo. As nações centro-americanas juntaram-se ao lado Aliado, romperam relações diplomáticas com as nações do Eixo e iniciaram perseguições aos imigrantes alemães e italianos.
Durante a guerra, vários navios mercantes foram afundados no Caribe por submarinos alemães, por exemplo o Tela, um cargueiro hondurenho afundado por um submarino U-504 em 1942.  Isto levou o país a realizar patrulhas aéreas constantes sobre as costas sob o medo da aproximação de mais submarinos alemães ou do medo geral de um ataque da Alemanha. Outros navios cargueiros centro-americanos afundados por submarinos são o Olancho, o Comayagua, e o Bluefields, de origem hondurenha e nicaraguense. Voluntários centro-americanos do Exército dos Estados Unidos participaram tanto no teatro europeu quanto no da Ásia-Pacífico.

## Operações japonesas

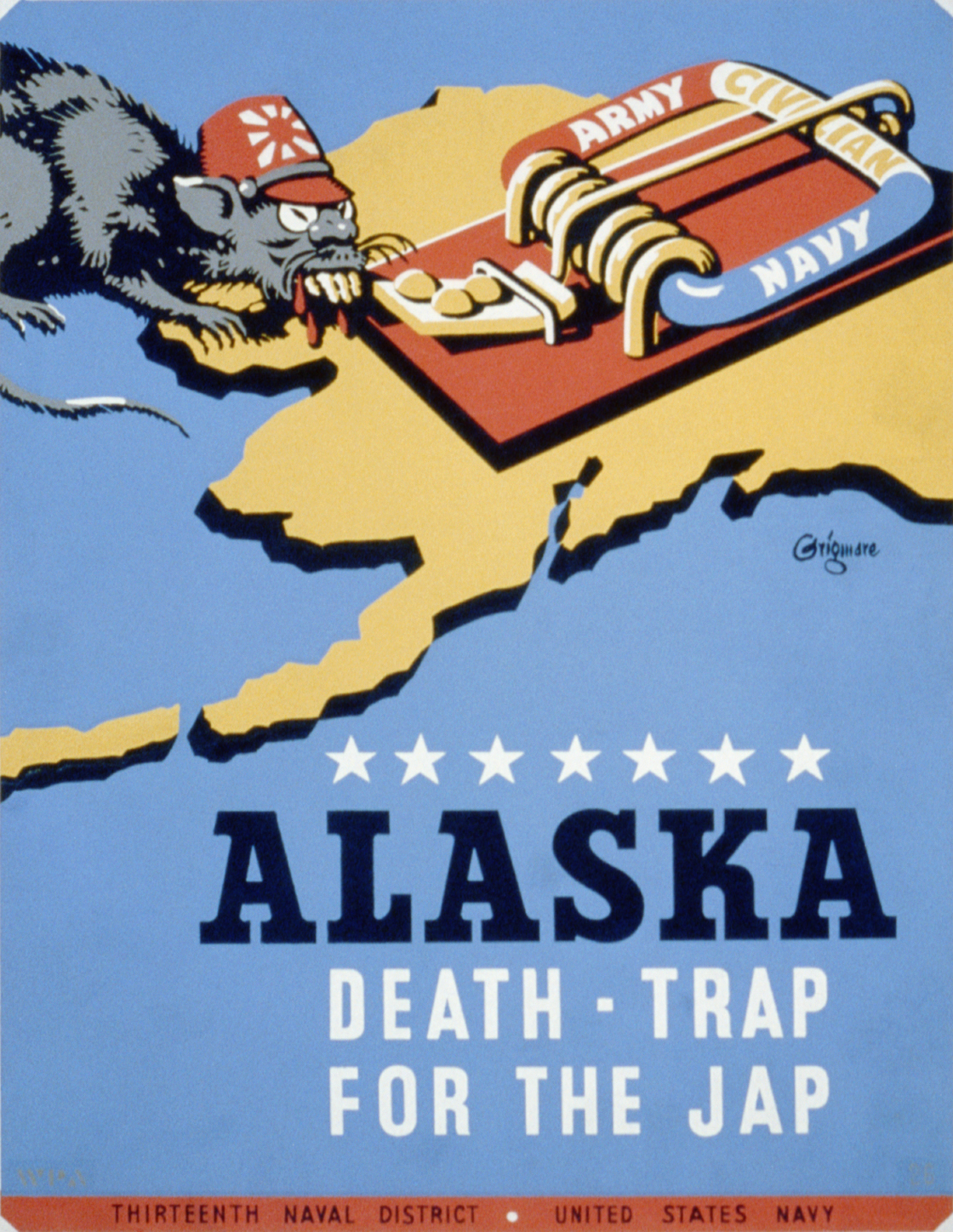
Cartaz de propaganda da Marinha dos EUA de 1942/43 mostrando um rato representando o Japão Imperial e uma ratoeira rotulada "Exército - Marinha - Civil" em um mapa do Alasca, chamada "Armadilha Mortal para o Jap "

### Campanha das Ilhas Aleutas
Antes que a Operação MI pudesse ser realizada, os japoneses decidiram tomar as Ilhas Aleutas. De 3 a 4 de junho de 1942, aviões japoneses de dois porta-aviões leves Ryūjō e Jun'yō atacaram os EUA contra a cidade de Unalaska, Alasca, no porto holandês nas Ilhas Aleutas. Originalmente, os japoneses planejaram atacar o porto holandês simultaneamente com o ataque a Midway, mas o ataque a Midway foi adiado por um dia. O ataque causou apenas danos moderados ao porto holandês, mas 43 americanos foram mortos e outros 50 ficaram feridos no ataque.
Em 6 de junho, dois dias após o bombardeio do porto holandês, 500 fuzileiros navais japoneses desembarcaram em Kiska, uma das ilhas Aleutas do Alasca. Ao desembarcar, mataram dois e capturaram oito oficiais da Marinha dos Estados Unidos, tomando então o controle do solo americano pela primeira vez. No dia seguinte, um total de 1.140 soldados de infantaria japoneses desembarcaram em Attu via Baía Holtz, eventualmente alcançando a Baía do Massacre e o Porto de Chichagof. A população de Attu na época consistia em 45 Aleutas nativos do Alasca e dois americanos brancos - Charles Foster Jones, um operador de rádio amador e observador meteorológico de 60 anos, e sua esposa Etta, de 62 anos, professora e enfermeira. Os japoneses mataram Charles Jones após interrogá-lo, enquanto Etta Jones e a população Aleuta foram enviados para o Japão, onde 16 Aleutas morreram e Etta sobreviveu à guerra.
Um ano após a ocupação de Kiska e Attu pelo Japão, as tropas dos EUA invadiram Attu em 11 de maio de 1943 e retomaram a ilha com sucesso após três semanas de combates, matando 2.351 combatentes japoneses e fazendo apenas 28 como prisioneiros de guerra, ao custo de 549 vidas. Três meses depois, em 15 de agosto, as forças dos EUA e do Canadá desembarcaram em Kiska esperando a mesma resistência de Attu; mais tarde, eles encontraram a ilha inteira vazia, já que a maioria das forças japonesas evacuaram secretamente semanas antes do desembarque. Apesar da ausência do inimigo na ilha, mais de 313 vítimas aliadas foram sofridas através de acidentes de carro, armadilhas, minas terrestres e fogo amigo, nos quais 28 americanos e quatro canadenses foram mortos na troca de tiros entre as duas forças.

### Operações submarinas
Vários navios foram torpedeados à vista de cidades da Costa Oeste da Califórnia, como Los Angeles, Santa Bárbara, San Diego e Santa Mônica. Durante 1941 e 1942, mais de 10 submarinos japoneses operaram na Costa Oeste e na Baixa Califórnia. Eles atacaram navios americanos, canadenses e mexicanos, afundando com sucesso mais de 10 navios, incluindo o submarino L-16 da Marinha Soviética, em 11 de outubro de 1942.

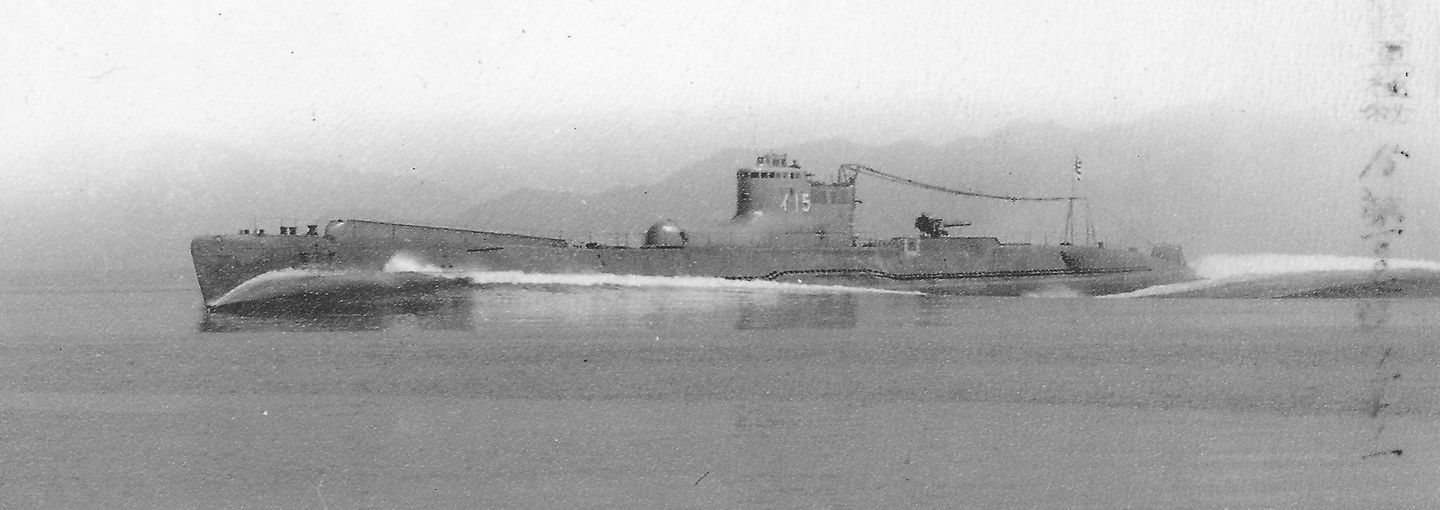
Submarino japonês I-17

#### Bombardeio de Ellwood
O território continental dos Estados Unidos foi bombardeado pela primeira vez pelo Eixo em 23 de fevereiro de 1942, quando o I-17 atacou o campo petrolífero de Ellwood a oeste de Goleta, perto de Santa Bárbara, Califórnia. Embora apenas uma casa de bombas e uma passarela em um poço de petróleo tenham sido danificadas, o capitão do I-17, Nishino Kozo, comunicou por rádio a Tóquio que havia deixado Santa Bárbara em chamas. Nenhuma vítima foi relatada e o custo total dos danos foi oficialmente estimado em aproximadamente US$ 500–1.000.  A notícia do bombardeio desencadeou um susto de invasão ao longo da Costa Oeste. 

#### Bombardeio do Farol Estevan Point
Mais de cinco submarinos japoneses operaram no oeste do Canadá durante 1941 e 1942. Em 20 de junho de 1942, o I-26, sob o comando de Yokota Minoru,  disparou 25-30 tiros de projéteis de 5,5 polegadas no farol de Estevan Point, na Ilha de Vancouver, na Colúmbia Britânica, mas não conseguiu atingir seu alvo.  Embora não tenham sido registadas vítimas, a decisão subsequente de desligar as luzes das estações exteriores causou dificuldades à atividade de navegação costeira. 

#### Bombardeio de Fort Stevens
No que se tornou o segundo ataque a uma instalação militar continental americana durante a Segunda Guerra Mundial, o I-25, sob o comando de Tagami Akiji,  emergiu perto da foz do rio Columbia, em Oregon, na noite de 21 e 22 de junho de 1942, e disparou projéteis em direção a Fort Stevens . O único dano registrado oficialmente foi no contra-ataque de um campo de beisebol. Provavelmente o dano mais significativo foi um invólucro que danificou alguns cabos telefônicos grandes. Os artilheiros de Fort Stevens não tiveram permissão para responder ao fogo por medo de revelar a localização dos canhões e/ou limitações de alcance ao submarino. Aviões americanos em voos de treinamento avistaram o submarino, que foi posteriormente atacado por um bombardeiro americano, mas escapou.

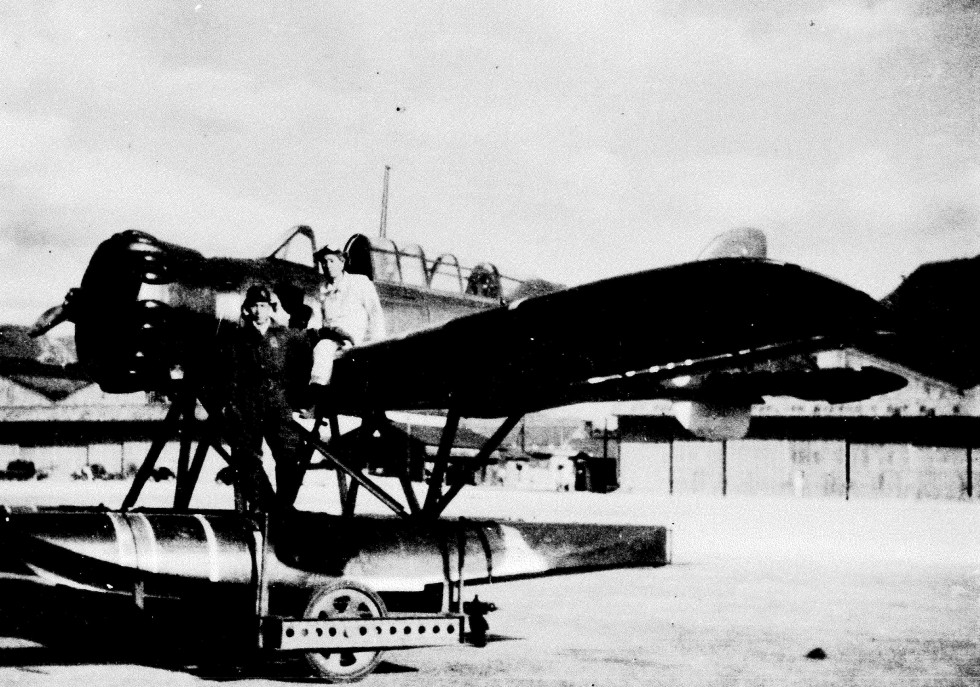
Nobuo Fujita ao lado de seu E14Y

### Ataques Aéreos de Lookout
Os Ataques Aéreos de Lookout ocorreram em 9 de setembro de 1942. O segundo local sujeito a bombardeio aéreo no território continental dos Estados Unidos por uma potência estrangeira ocorreu quando uma tentativa de iniciar um incêndio florestal foi feita por um hidroavião japonês Yokosuka E14Y1 "Glen" lançando dois 80 kilograms (180 lb) bombas incendiárias sobre o Monte Emily, perto de Brookings, Oregon.
O hidroavião, pilotado por Nobuo Fujita, havia sido lançado a partir do porta-aviões submarino japonês I-25 . Nenhum dano significativo foi relatado oficialmente após o ataque, nem após uma nova tentativa em 29 de setembro.

### Ataques de balão de fogo
Entre novembro de 1944 e abril de 1945, a Marinha Japonesa lançou mais de 9.000 balões de fogo em direção à América do Norte. Levados pela recentemente descoberta corrente de jato do Pacífico, eles deveriam navegar sobre o Oceano Pacífico e desembarcar na América do Norte, onde os japoneses esperavam que iniciassem incêndios florestais e causassem outros danos. Cerca de trezentos foram relatados como chegando à América do Norte, mas poucos danos foram causados.
Perto de Bly, Oregon, seis pessoas (cinco crianças e uma mulher) tornaram-se as únicas mortes devido a um ataque de balão-bomba inimigo nos Estados Unidos quando um balão-bomba explodiu.  O local é marcado por um monumento de pedra na Área de Recreação Mitchell na Floresta Nacional Fremont-Winema.
Um balão de fogo também é considerado uma possível causa do terceiro incêndio em Tillamook Burn, no Oregon. Um membro do 555º Batalhão de Infantaria Paraquedista morreu enquanto respondia a um incêndio na Floresta Nacional de Umpqua, perto de Roseburg, Oregon, em 6 de agosto de 1945; outras vítimas do 555º foram duas fraturas e 20 outros ferimentos.

## Operações do Eixo canceladas

### Alemanha
Em 1940, o Ministério da Aviação do Reich solicitou secretamente às principais empresas aeronáuticas alemãs projetos para o seu programa Amerikabomber, no qual um bombardeiro estratégico de longo alcance atacaria o território continental dos Estados Unidos a partir dos Açores (mais de 3.500km de distância). O planejamento foi concluído em 1942 com a apresentação do programa aos escritórios de Göring em março de 1942, resultando em projetos convincentes de motores a pistão de Focke-Wulf, Heinkel, Junkers e Messerschmitt (que havia construído o Messerschmitt Me 261 de alcance ultralongo antes Segunda Guerra Mundial), mas em meados de 1944 o projeto foi abandonado por ser muito caro, com um sério aumento na necessidade de caças defensivos, precisando vir da capacidade de produção de aviação da Alemanha nazista, que então diminuía rapidamente.
Hitler ordenou que a guerra biológica fosse estudada apenas com o propósito de defesa contra ela. O chefe da Divisão Científica da Wehrmacht, Erich Schumann, fez lobby para que Hitler fosse persuadido do contrário: "A América deve ser atacada simultaneamente com vários patógenos epidêmicos humanos e animais, bem como pragas de plantas." Os planos nunca foram adotados porque foram contestados por Hitler. 

### Itália
Um comandante naval italiano, Junio Valerio Borghese, elaborou um plano para atacar o porto de Nova Iorque com submarinos anões; no entanto, à medida que a maré da guerra contra a Itália mudou, o plano foi adiado e posteriormente descartado. 

### Japão
Logo após o ataque a Pearl Harbor, uma força de sete submarinos japoneses patrulhou a costa oeste dos Estados Unidos. O Wolfpack fez planos para bombardear alvos na Califórnia na véspera ou no dia de Natal de 1941. No entanto, o ataque foi adiado para 27 de dezembro, a fim de evitar ataques durante a festa cristã e ofender os aliados alemães e italianos. Eventualmente, o plano foi totalmente cancelado por medo de represálias americanas. Em 1946, um torpedo japonês não detonado foi encontrado perto da ponte Golden Gate, e foi interpretado como evidência de um ataque, potencialmente visando a própria ponte, no final de dezembro de 1941. 
Os japoneses construíram um plano no início da Guerra do Pacífico para atacar o Canal do Panamá, uma passagem de água vital no Panamá, usada durante a Segunda Guerra Mundial principalmente para o esforço de abastecimento dos Aliados. O ataque japonês nunca foi lançado porque o Japão sofreu perdas navais devastadoras no início do conflito com os Estados Unidos e o Reino Unido (Ver: Aichi M6A).
O Exército Imperial Japonês lançou o Projeto Z (também chamado de Projeto Z Bombers) em 1942, semelhante ao projeto nazista alemão Amerikabomber, para projetar um bombardeiro intercontinental capaz de atingir a América do Norte. O avião do Projeto Z deveria ter seis motores de 5.000 cavalos cada; a Nakajima Aircraft Company rapidamente começou a desenvolver motores para o avião e propôs duplicar os motores HA-44 (o motor mais potente disponível no Japão) em um motor de 36 cilindros.  Os projetos foram apresentados ao Exército Imperial Japonês, incluindo o Nakajima G10N, o Kawasaki Ki-91 e o Nakajima G5N. Nenhum foi desenvolvido além de protótipos ou modelos de túnel de vento, exceto o G5N. Em 1945, o projeto Z e outros projetos de bombardeiros pesados foram cancelados.
Durante os meses finais da Segunda Guerra Mundial, o Japão planejou usar a peste bubônica como arma biológica contra civis norte-americanos em San Diego, Califórnia, durante a Operação PX. O plano foi definido para ser lançado na noite de 22 de setembro de 1945. No entanto, foi arquivado porque o Japão se rendeu em 15 de agosto de 1945.  

## Outros alertas

### Alertas falsos
Esses alarmes falsos têm sido geralmente atribuídos à inexperiência militar e civil com a guerra e aos radares deficientes da época. Os críticos teorizaram que se tratava de uma tentativa deliberada do Exército de assustar o público a fim de estimular o interesse nos preparativos de guerra. 

#### Alertas após Pearl Harbor
Em 8 de dezembro de 1941, "rumores de um porta-aviões inimigo ao largo da costa levaram ao fechamento de escolas em Oakland, Califórnia", seguido por um apagão imposto pelos guardas locais e silêncio de rádio naquela noite.  Os relatórios que chegaram a Washington sobre um ataque a São Francisco foram considerados credíveis.  O caso foi descrito como um teste, mas o tenente-general John L. DeWitt, do Comando de Defesa Ocidental, disse: "Ontem à noite havia aviões sobre esta comunidade. Eram aviões inimigos! Quero dizer, aviões japoneses! E foram rastreados para o mar. Você acha que foi uma farsa? É um absurdo para pessoas sensatas presumirem que o Exército e a Marinha praticariam tal farsa em São Francisco.  Os rumores continuaram na Costa Oeste nos dias seguintes. Alerta de natureza semelhante ocorreu no Nordeste no dia 9 de dezembro.  "Ao meio-dia foram recebidos avisos de que aviões hostis estavam a apenas duas horas de distância."  Embora não tenha havido histeria geral, aviões de combate de Mitchel Field em Long Island alçaram voo para interceptar os "invasores". Wall Street teve a sua pior liquidação desde a Queda da França, crianças em idade escolar na cidade de Nova Iorque foram mandadas para casa e várias estações de rádio deixaram o ar.  Em Boston, a polícia transferiu depósitos pesados de armas e munições dos cofres de armazenamento para estações por toda a cidade, e os estabelecimentos industriais foram aconselhados a preparar-se para uma operação. 

#### Batalha de Los Angeles
A Batalha de Los Angeles, também conhecida como "O Grande Ataque Aéreo de Los Angeles", é o nome dado por fontes contemporâneas ao ataque inimigo imaginário e subsequente barragem de artilharia antiaérea que ocorreu em 1942, de 24 de fevereiro até o início de 25 de fevereiro. sobre Los Angeles, Califórnia.   Inicialmente, pensava-se que o alvo da barragem aérea era uma força de ataque do Japão, mas o secretário da Marinha, Frank Knox, falando numa conferência de imprensa pouco depois, chamou o incidente de "alarme falso". Os jornais da época publicaram uma série de reportagens sensacionais e especulações sobre um encobrimento para ocultar uma invasão real por aviões inimigos. Ao documentar o incidente em 1983, o Escritório de História da Força Aérea dos EUA atribuiu o evento a um caso de "nervos de guerra" provavelmente desencadeado por um balão meteorológico perdido e exacerbado por foguetes perdidos e explosões de baterias adjacentes.  

#### Alertas menores
1942
Em maio e junho, a área da baía de São Francisco sofreu uma série de alertas:
- 12 de maio: Alerta de ataque aéreo de vinte e cinco minutos.
- 27 de maio: As defesas da Costa Oeste foram colocadas em alerta depois que os decifradores do Exército souberam que os japoneses pretendiam uma série de ataques em represália ao ataque Doolittle.
- 31 de maio: Os navios de guerra USS Colorado e USS Maryland partiram da Golden Gate para formar uma linha de defesa contra qualquer ataque japonês montado em São Francisco.
- 2 de junho: Um alerta de ataque aéreo de nove minutos, incluindo às 21h22 uma ordem de silêncio de rádio aplicada a todas as estações de rádio do México ao Canadá.